# Narthecium californicum
Narthecium californicum es una especie de planta fanerógama perteneciente a la familia Nartheciaceae. Es originaria de Norteamérica por donde se distribuye desde el sudoeste de Oregón hasta el centro de California.

## Descripción
Es una especie con tallos de 3.5-6 dm dm de altura. Con hojas de 10-30 cm × 3-5 mm. En forma de racimos abiertos de 8 - 15 cm. El fruto en cápsulas de 8 - 12 mm incluido el pico y semillas de 1,5-2 mm. Su número de cromosomas es de 2n = 26.

## Hábitat
Narthecium californicum puede ser localmente común en el norte de las montañas de la costa y en Sierra Nevada de California, así como en el suroeste de Oregón. La floración se produce a mediados - finales de verano. Se encuentra en los pantanos y en las praderas de montaña, a una altitud de 700 - 2800 metros.

## Sinonimia
- Abama californica (Baker) A.Heller, Cat. N. Amer. Pl.: 3 (1898).
- Narthecium ossifragum var. occidentale A.Gray, Proc. Amer. Acad. Arts 7: 391 (1868).
- Abama occidentalis (A.Gray) A.Heller, Muhlenbergia 1: 47 (1904).
- Narthecium occidentale (A.Gray) Grey, Hardy Bulbs 2: 446 (1938).[1]